# うた∽かた
『うた∽かた』は、2004年10月から12月にかけて放送されたテレビアニメ作品。『キディ・グレイド』のgímikの企画による作品でもある。
漢字では詩片と表記し、泡の意味の泡沫（うたかた）にかけている。「∽」の記号は音読しない。
テレビ未放映の第13話を収録したDVD-BOX版も発売された。

## あらすじ
神奈川県の鎌倉に住む中学2年生の少女・橘一夏は1学期の最後の日、学校の大掃除中、双子の家庭教師の藤堂誓唯と藤堂繪委から貰ったお守りのついた携帯電話を落としてしまう。下校途中にそれに気づいた一夏は夕暮れの学校へ戻るが不思議なことに携帯は鏡の中へ入り込んでしまっていた。そこに不思議な少女・黒城舞夏が現れ、携帯を返す条件として、神精霊（ジン）の力を使い、その感想文を代わりに書くことを要求してきた。戸惑いながらも了承した一夏は舞夏を自宅に下宿させながら神精霊の感想文も含めての夏休みを始めた。
親友の多岐川皐月、篁蛍子、宗方未知留にも舞夏を紹介した一夏は5人で楽しく過ごしながら神精霊の力も使っていく。だが、その過程で人の負の面にやるせなさを抱いた一夏は神精霊の力を制御できず、人を殺しかける事態にまで発展。心身ともに疲弊していく。
残りの神精霊があと1つだけになった一夏の前に隣人の木暮沙耶が現れ、真実を語り始めた。沙耶の正体は鏡の神精霊であり、一夏は世界の運命を決めるための試しの子に選ばれたこと。舞夏と繪委は沙耶の分身で誓唯は一夏の先代の試しの子であったが「世界を消すか」「自分自身を消すか」を答えられなかったこと。今度は一夏に選択が迫られるが一夏は舞夏を介して送られてきた皐月、蛍子、未知留を初めとした人々からの電子メールで励まされ、「どちらも選ばない」ことを選択。ルール違反として、命を奪われそうになるが舞夏から命を与えられたことで助かり、繪委も誓唯と共有していた命を返却する。2人の試しの子は解放され、元の生活に戻り、今も世界に試されていることを感じながら生きていくのだった。

## 登場人物
橘 一夏（たちばな いちか）
声 - 本多陽子
本作の主人公。1989年12月25日生まれ。鎌倉女子学園に通う14歳(第13話では15歳を迎える)の少女。血液型A型。身長142cm。中学2年生。小学生のときに病気で一度留年しているため、実際には同級生たちより1つ年上（誕生日を迎えていない中学2年生は本来13歳）。
友達思いの優しい性格で仲良しの友達にも敬語を使う。だが、自分の気持ちをストレートに表現することや嘘をつくのが苦手で周囲から「真面目」と誹られることがあり、一部の同級生には少々煙たがられている。
舞夏から神精霊の力を与えられ、夏休みの間に、それをレポートすることになるが、夏休みの出来事で人の負の面に悩み、それによる嫉妬や怒りから、神精霊の力で人を傷つけ、殺しかけたりするようになり、徐々にやつれていってしまう。最後の試しとして、人間を消し去るか、自分を消し去るかの選択を迫られる。舞夏の力を通じて送られてきた友人や知人からのメールに勇気づけられて選ばない選択をするが、それはルール違反と称され、命を奪われそうになるが、誓唯を救うために自身の命をかけた行動を起こし、それを見た舞夏から命を与えられたことで救われた。
夏休みを終えたら、家族と共にイタリアに引っ越すはずだったが、試しを終えた後、両親に頼み、日本に残れることになった。
「試しの子」となることは生まれる前から運命付けられており、12月生まれであるのに名前に「夏」とついているのもそれと深い関係がある。
神精霊の力を使う際は変身シーンが描かれるが、変身シーンは各神精霊毎に大きく異なる。
第13話のエピローグでは友人たちと共に中学3年生に進級した姿が描かれた。
黒城 舞夏（くろき まなつ）
声 - 浅野真澄
本作のもう一人の主人公にして案内人的存在。1989年12月25日生まれ。身長142cm。
鎌倉女子学園の旧校舎の鏡から現れた不思議な少女。子供っぽいものの人懐っこい性格。バストサイズは一夏よりも上。一夏が誓唯から貰ったお守りに『神精霊』という不思議な力を与え、夏休みの間だけ、橘家に下宿する。
その正体は大鏡の破片から生み出された鏡の神精霊。与えられた使命と一夏への罪悪感に苦しむが、最終的には身を挺して一夏を守り、一夏に自らの命を与え、泡となって消え、鏡の破片に戻った。
鏡の破片は一夏が保管していたが、クリスマス・イヴの日に一時的に復活。一夏とひと時を過ごした後、繪委とともに大鏡の本来の姿へと戻っていった。なお、再会を果たした際は舞夏の双子の妹の黒城舞冬（くろき まふゆ）と名乗った。
公式HPのNET用オリジナル予告を担当。
多岐川 皐月（たきがわ さつき）
声 - 川上とも子
一夏のクラスメイトにして親友。1990年5月20日生まれ。血液型B型。身長151cm。
明るい性格でグループのリーダー的存在。
義父に暴行されかけて以来、男性恐怖症となっており、義兄の徹以外の男性を苦手としている。それでも小学校時代の友人の臨に恋心を抱くようになるが臨への恋は最悪の形で打ち砕かれてしまう。以降は同じ傷を持つ蛍子との絆を強める。
文庫に描かれた「鏡像の連鎖」では主人公を務めた。
篁 蛍子（たかむら けいこ）
声 - 落合祐里香
一夏のクラスメイトにして親友。1990年12月9日生まれ。血液型O型。身長148cm。
おっとりした性格でグループの中では抜群のスタイルを誇る。リムジンで送迎されるほど裕福な家系だが、それによる友達の対応にコンプレックスを抱く。
皐月の片思い相手の臨と恋仲になるが自身の家柄を知った臨が別の少女と交際を始めたことで失恋。以降は同じ傷を持つ皐月との絆を強める。
文庫に描かれた「普通の友誼」では主人公を務めた。
宗方 未知留（むなかた みちる）
声 - 田村ゆかり
一夏のクラスメイトにして親友。1990年10月3日生まれ。血液型AB型。身長145cm。
物静かであまり感情を表に出すことがないが感受性が強く、勘も鋭い。舞夏とは違う不思議さを持つ。とある事情から海に入れない（カナヅチではなく、プールには入れる）社家の娘。実家の九雲神社では巫女を務める。
漫画版においてはしょっちゅう一夏にちゅ～をねだる、一夏のナース姿を見たがる等、一夏に友情以外の好意を抱いているかのような描写がされている。
文庫に描かれた「巫女の託宣」では主人公を務め、同作では「シャーマンシスターミッチー」との異名を持つ。
藤堂 誓唯（とうどう せい）
声 - 飛田展男
一夏の家庭教師を務める大学2年生。1984年6月15日生まれ。繪委の双子の兄。
大学ではドイツ文学を専攻しており、国語や社会など文系科目担当。中学時代はサッカー部に所属していた。真面目で心優しく、一夏の憧れの人であるが、どこか影がある。
実は、6年前に一夏と同じく「試しの子」に選ばれたのだが、答えを出せずに今に至った。
一夏に真実を告げようとした為に、沙耶の手で石化させられてしまうが、一夏の最後の試しで、決断を示した一夏に感化し、一夏を救うために石化状態から復活。繪委から自身の命を返却されると共に自身の試しもようやく終わりを告げた。その後、ドイツへ留学。
文庫に描かれた「牲餐の試練」では主人公を務めた。
藤堂 繪委（とうどう かい）
声 - 神奈延年
一夏の家庭教師を務める大学2年生。1984年6月15日生まれ。誓唯の双子の弟。
数学など理系科目担当で専攻は不明だが、たとえ話に素粒子物理学や量子力学を持ち出すなどそうした分野に造詣が深い。誓唯とは同じ中学で部活もサッカーだった。陽気で気さくな人物だが、誓唯同様にどこか影がある。
その正体は大鏡の破片から生み出された鏡の神精霊。答えを出せなかった誓唯を救う条件として、人間として生きることとなった。一夏の最後の試しの際、誓唯に命を返却し、泡となって消えて鏡の破片に戻った。
鏡の破片は誓唯がドイツに一緒に持って行き、クリスマス・イヴの日に一時的に復活。誓唯とひと時を過ごした後、舞夏とともに大鏡の本来の姿へと戻っていった。
文庫に描かれた「牲餐の試練」では主人公を務めた。
木暮 沙耶（こぐれ さや）
声 - 川村万梨阿
一夏の隣人。アパレル関係の仕事をしているらしい。
一夏が憧れるほど、大人の雰囲気に満ち溢れたミステリアスな女性。藤堂兄弟とも顔見知り。
その正体は大鏡の持ち主で鏡の神精霊。橘一家の記憶を操作して、隣人として振舞っていた。舞夏や繪委にとっては生み出した母であり姉である存在。
大人でも子供でもない14歳を人間たちを試す試金石として運命づけられた「試しの子」として選び、『神精霊』の力を与える。そして『神精霊』の目を通して世界を見せた後「人間を消し去る」か「自分を消し去る」かの選択を迫る。ルールに厳しく忠実で、そのためなら命を刈る事もいとわないが、あの方によると、本当は涙もろいとのこと。一夏たちの決断を見届けた後、一夏たちの前から去る。
漫画版においては、あの方との会話で「自分たち鏡も試されていたのではないか？」と発言した。
本作の死神的存在。
橘 泉水（たちばな いずみ）
声 - 生天目仁美
一夏の母親。職業はフラワーアレンジメント講師。39歳。旧姓・神代。
結婚しても子宝に恵まれず、焦っていたところに夢を見て一夏を授かる。舞夏の正体は知らないものの、その夢から舞夏は特別な存在だと知っていた様子。
家族一緒にイタリアに引っ越すはずだったが、一夏の頼みを聞き入れ、一夏と共に日本に残り、時折、イタリアに単身赴任している夫の理人に会いに行っている。
文庫に描かれた「魔女の血脈」では主人公を務めた。
橘 理人（たちばな まさひと）
声 - 浜田賢二
一夏の父親。職業は建築家。39歳。
家族一緒にイタリアに引っ越すはずだったが、一夏の頼みを聞き入れ、単身赴任する。
文庫に描かれた「魔女の血脈」では主人公を務めた。
神代P水無月（くましろ フェルプス じゅん）
声 - 竹口安芸子
一夏の母方の祖母。肺や気管支の問題から、一夏が小学校5年生のときに亡くなる。その後、冥の神精霊を使った一夏と一時的に再会。
シロ
一夏が飼っていた白い犬。水無月と同じく、 冥の神精霊を使った一夏と一時的に再会。
日向 路子（ひなた みちこ）
声 - 永田亮子
一夏たちのクラスの担任教師。
サウンドドラマでは出番が多い。
中埜 徹（なかの とおる）
声 - 笹沼晃
皐月の義兄。
海の家の雇われ店長をしている。皐月のことを気にかけている。
文庫版では皐月との出会いが描かれており、出会った当初は、互いに険悪な仲だった。
土岐邑臨（ときむら のぞむ）
声 - 下野紘
皐月の小学校の友人で同じ塾の生徒。
皐月の片思い相手でもあるが、蛍子と交際を始める。だが、蛍子の家柄を知ったことで、深那美（声 - 植田佳奈）に乗り換え、それを知った皐月に引っ叩かれた。
宗方 瑠唯（むなかた るい）
声 - 吉田真弓
未知留の妹。
姉同様、実家の九雲神社では巫女を務める。
紅樹 陽輔（あかぎ ようすけ）
声 - 真柴摩利
瑠唯の彼氏。引っ越すことが決まっており、瑠唯と離れたくないと縁結びの神社で願う。
白坂 美月（しらさか みつき）
声 - 天野由梨
志穂の姉。
妹と一緒にフラワーショップを経営していたが、花が原因のアナフィラキシーになり、そのショックで記憶喪失に。
学校のボランティアで病院を訪れた一夏が作ってきたドライフラワーのリースを一夏の目の前で滅茶苦茶に壊したことで一夏を怒らせてしまい、華の神精霊に支配された一夏に殺されかけるが、それにより記憶を取り戻す。
白坂 志穂（しらさか しほ）
声 - 平松晶子
美月の妹。
ナオ
漫画版オリジナルキャラクター。
母親の運転する車で交通事故に遭い、入院生活を送っている。
事故で一時的に記憶を失い、それにより母親を傷つけてしまい、母親もそのことで傷ついてしまった為に互いに敬遠状態になってしまう。この事で荒んでしまっていたが、天の神精霊の力を使った一夏と舞夏の助力で母親と再会し、和解した。
フランスの少女
声 - 川上とも子
沙耶が新たな試しの子として選んだ少女。
白雪姫の話に心を痛めていた。
あの方
声 - 加藤精三
沙耶の上司。
一夏と誓唯の試しが終わった直後、沙耶と電話越しで会話した。

## 神精霊（ジン）
| 登場話数 | 神精霊 | 変身コスチューム・エンディングイラスト | 備考                                      |
| -------- | ------ | -------------------------------------- | ----------------------------------------- |
| 1        | 陽     | 門之園恵美                             | -                                         |
| 2        | 月     | SUEZEN                                 | -                                         |
| 3        | 地     | ウエダハジメ                           | -                                         |
| 4        | 水     | 水玉螢之丞                             | -                                         |
| 5        | 焔     | 介錯                                   | -                                         |
| 6        | 天     | きむらひでふみ                         | -                                         |
| 7        | 風     | 慶子                                   | フィギュア                                |
| 8        | 華     | 渡辺はじめ                             | -                                         |
| 9        | 雷     | 吉崎観音                               | -                                         |
| 10       | 冥     | 六道神士                               | -                                         |
| 11       | 海     | 赤松健                                 | -                                         |
| 12       | 鏡     | 後藤圭二                               | OPに色違いが登場 コスチュームデザインのみ |

## スタッフ
- 原作 - gímik
- 監督 - 後藤圭二
- シリーズ構成・脚本 - きむらひでふみ
- キャラクターデザイン・総作画監督 - 門之園恵美
- プロップデザイン - 酒井和男
- サブキャラクターデザイン - 伊東克修
- メインアニメーター - 上田幸一郎
- 美術監督 - 飯島寿治
- 色彩設定 - 川上善美
- 撮影監督 - 櫻田知之
- 編集 - 西山茂
- 音楽 - 大橋恵
- 音響監督 - 明田川仁
- プロデューサー - 湯川淳、春田克典
- 制作 - ハルフィルムメーカー
- 製作 - バンダイビジュアル

## 主題歌
オープニングテーマ
「想いを奏でて」
作詞 - ああ / 作曲 - takumi / 編曲 - takumi、野崎圭一 / 歌 - savage genius
エンディングテーマ
「いつか溶ける涙」
作詞 - ああ / 作曲 - takumi / 編曲 - takumi、野崎圭一 / 歌 - savage genius
- 第12話では劇中歌として使用。

劇中歌
「この夏を抱えて」
作詞 - 戸苅朋勇 / 作曲 - 田中直 / 編曲 - 西田マサラ / 歌 - SACHIKO&CHINO
- 第3話で使用。

「ずっとこの街で」
作詞・作曲・歌 - emiko / 編曲 - 柿島伸次
- 第3話で使用。

「Only your friend」
作詞・作曲 - 小野晴美 / 編曲 - 柿島伸次 / 歌 - emiko
- 第13話で使用。

「ドーナツハウスのミス・ライアン」
作詞・作曲 - たっぴ / 編曲 - 西田マサラ / 歌 - CHINO
- サントラCDにのみ収録。第3話で歌なしのバージョンが海の家のBGMとして流れた。

## 各話リスト
| 話数 | サブタイトル | 絵コンテ                | 演出             | 作画監督                              |
| ---- | ------------ | ----------------------- | ---------------- | ------------------------------------- |
| 1    | 邂逅の初夏   | 後藤圭二                | 後藤圭二         | 門之園恵美                            |
| 2    | 近接の夜空   | 後藤圭二                | 嵯峨敏           | 伊東克修                              |
| 3    | 焦熱の砂浜   | きむらひでふみ          | 則座誠           | 樋口靖子                              |
| 4    | 驟雨の湖畔   | 佐山聖子                | ワタナベシンイチ | 村山公輔                              |
| 5    | 落涙の蕾花   | 後藤圭二                | 奥野耕太         | 新井俊行 上田幸一郎                   |
| 6    | 濡肌の微熱   | 東海林真一              | 筑紫大介         | 伊東克修                              |
| 7    | 木末の嫉妬   | 玉川達文                | 玉川達文         | 渡辺由香里                            |
| 8    | 散華の衝動   | 佐藤順一                | 山名隆史         | 永島明子 丹羽恭利                     |
| 9    | 恋愛の痛痒   | きむらひでふみ          | 酒井和男         | 晶貴考二                              |
| 10   | 死生の再会   | 後藤圭二 きむらひでふみ | 則座誠           | 伊東克修、羽生貴之 古賀準二、永島明子 |
| 11   | 別離の波動   | きむらひでふみ          | 奥野耕太         | 斉藤英子                              |
| 12   | 欠片の詩歌   | 後藤圭二                | 後藤圭二         | 伊東克修、上田幸一郎 永島明子         |
| 13   | 初冬の双夏   | 後藤圭二                | 後藤圭二         | 上田幸一郎 永島明子                   |

※第13話はOVAで、DVD第7巻とSummer Memory BOX（2）に収録。

## 放送局
| 放送地域 | 放送局             | 放送期間                       | 放送日時           | 放送系列       | 備考             |
| -------- | ------------------ | ------------------------------ | ------------------ | -------------- | ---------------- |
| 神奈川県 | tvk                | 2004年10月2日 - 12月18日       | 土曜 24:30 - 25:00 | 独立UHF局      | 作品の舞台地     |
| 千葉県   | ちばテレビ         | 2004年10月3日 - 12月19日       | 日曜 23:30 - 24:00 | 独立UHF局      |                  |
| 埼玉県   | テレ玉             | 2004年10月3日 - 12月19日       | 日曜 24:35 - 25:05 | 独立UHF局      |                  |
| 愛知県   | テレビ愛知         | 2004年10月4日 - 12月20日       | 月曜 25:58 - 26:28 | テレビ東京系列 |                  |
| 広島県   | 広島ホームテレビ   | 2004年10月4日 - 12月20日       | 月曜 26:16 - 26:46 | テレビ朝日系列 |                  |
| 北海道   | テレビ北海道       | 2004年10月4日 - 12月20日       | 月曜 26:30 - 27:00 | テレビ東京系列 |                  |
| 兵庫県   | サンテレビ         | 2004年10月4日 - 12月20日       | 月曜 24:00 - 24:30 | 独立UHF局      |                  |
| 東京都   | TOKYO MX           | 2004年10月5日 - 12月21日       | 火曜 25:00 - 25:30 | 独立UHF局      |                  |
| 福岡県   | TVQ九州放送        | 2004年10月5日 - 12月21日       | 火曜 26:50 - 27:20 | テレビ東京系列 |                  |
| 日本全域 | キッズステーション | 2004年10月25日 - 2005年1月10日 | 月曜 24:00 - 24:30 | CS放送         | リピート放送あり |

## コミック版
小梅けいと作画によるコミック版。全1巻。電撃大王の2004年10月号から2005年4月号まで連載されていた。
アニメ版をアレンジしており、コミカルな描写や百合的なシーン（シリアスとコミカルの両方において）なども描かれている。第3話のみ漫画オリジナルの話が描かれた。

## 小説版
Summer Memory BOX 2の付属特典。一夏と舞夏以外のキャラクターたちの過去が描かれている。